# La Casanova del Raurell
La Casanova del Raurell és una masia de Tavèrnoles (Osona) inclosa a l'Inventari del Patrimoni Arquitectònic de Catalunya.

## Descripció
Edifici civil.
Masia de planta rectangular, coberta a dues vessants, amb el carener perpendicular a la façana, la qual es troba orientada a migdia. Consta de planta baixa i primer pis. Presenta un portal rectangular a la planta i diverses finestres, a la part esquerra, a la part de ponent, s'hi adossa un cos de corrals, d'una planta i cobert a una vessant, que segueix el pendent de la teulada de la casa i que sobresurt més que aquesta pel sector de migdia. A la part de tramuntana s'obre un portal i dues finestres i a llevant dues finestres més.
És construïda amb maçoneria i amb algunes ampliacions de totxo. És coberta de teules i la teulada té poc voladís.

## Història
Petita masia a pocs metres del mas Raurell. Es degué construir com a annex de l'explotació agrícola d'aquesta masia, registrada als fogatges de la parròquia i terme de Savassona de l'any 1553.
La façana de migdia presenta la inscripció següent: PUEBLO DE TAVERNOLAS Y CEBASSONA, PARTIDO DE VICH PROVINCIA DE BARCELONA.